# Elleanthus virgatus
Elleanthus virgatus är en orkidéart som först beskrevs av Heinrich Gustav Reichenbach, och fick sitt nu gällande namn av Charles Schweinfurth. Elleanthus virgatus ingår i släktet Elleanthus och familjen orkidéer. Inga underarter finns listade i Catalogue of Life.